# 東引機場
東引機場（福州語平話字：Dĕ̤ng-īng Gĭ-diòng）是位於中華民國福建省連江縣東引鄉的飛行場，目前僅有直升機航班往來馬祖南竿機場的包機航線。

## 航空公司與航點
| 航空公司 | 目的地     |
| -------- | ---------- |
| 凌天航空 | 包機：南竿 |